# Clinical Complexity Level
Clinical Complexity Level auch Comorbidity and Complication Level (CCL, „klinischen Komplexitätsgrad“, „Schweregradstufen“, Grad der Komplikationen und Komorbiditäten) ist eine Maßzahl im Bereich der Diagnosebezogenen Fallgruppen (G-DRG) deren Pflege durch das Institut für das Entgeltsystem im Krankenhaus (InEK) vorgenommen wird.

## Beschreibung
Der CCL spielt in der Dokumentation im Gesundheitswesen und der Krankenhausfinanzierung und insbesondere in dessen Abrechnung eine Rolle. Dabei werden die Nebendiagnosen (ICD-10-Code) beim „grouping“ mit den verschiedenen medizinischen Diagnosen zusammengefasst (gruppiert, „gegroupt“) und dazu die DRG ermittelt. Diese DRG steuert maßgeblich die Vergütung für die Krankenhäuser durch die Krankenkassen oder entsprechende Einrichtungen, welche die Kosten der medizinischen Versorgung übernehmen. Dabei ist maßgeblich, was als Hauptdiagnose und was als Nebendiagnose deklariert wird.
Der CCL gibt bei den Nebendiagnosen den Schweregrad der Komorbiditäten und Komplikationen wieder. Die Gewichtung wird in bis zu fünf Stufen eingeteilt, die grundsätzlich für alle Nebendiagnosen vergeben werden und in Abhängigkeit von der medizinischen oder operativen Partition der DRG:
| CCL (Level) | Beschreibung |
| ----------- | --- |
| 0           | keine Komplikation oder Komorbidität (CC) oder enge Verbindung mit der Hauptdiagnose oder der Kode ist bereits im Datensatz enthalten. |
| 1           | Kode für eine leichte Komplikation oder Komorbidität                                                                                   |
| 2           | Kode für eine mäßig schwere Komplikation oder Komorbidität                                                                             |
| 3           | Kode für eine schwere Komplikation oder Komorbidität                                                                                   |
| 4           | Kode für eine äußerst schwere Komplikation oder Komorbidität                                                                           |
| 5           | Kode für eine äußerst schwere Komplikation oder Komorbidität zur besseren Abbildbarkeit, Vergütung (seit 2014)                         |
| 6           | Kode für eine äußerst schwere Komplikation oder Komorbidität zur besseren Abbildbarkeit, Vergütung (seit 2014)                         |

Die gleiche Nebendiagnose kann je nach Basis-DRG auch unterschiedliche hohe Werte aufweisen. Im Rahmen der Anpassung des patientenbezogenen Gesamtschweregrad (Patient Clinical Complexity Level; PCCL) wurden ab 2014 die Stufen 5 und 6 eingefügt.

### Patientenbezogener Gesamtschweregrad (PCCL)
Der PCCL-Wert von 0 bis 6 errechnet sich aus mehreren der schweregradgewichteten Nebendiagnosen (CCL-Werten) eines Patienten und ergeben den medizinischen Gesamtschweregrad des Behandlungsfalles für jede Behandlungsepisode und werden mit dem PCCL (Patient Clinical Complexity Level) angegeben, der die Maßzahl für den kumulativen Effekt der CC-Diagnosen ist. Die Berechnung erfolgt über eine Glättungsformel und durch ein weiterhin zunehmend komplexeres Verfahren. So wird vermieden, dass ähnliche Konstellationen von Nebendiagnosen mehrfach gewertet werden.
Je höher der PCCL, desto höher ist auch die Fallvergütung und fungiert in seiner Ausgestaltung als Kostentrenner.
Vergleich einer Dokumentation mit hohem Gesamtschweregrad eines Patienten (PCCL 3) und ohne:
Pneumonie (Lungenentzündung) mit Erguss
- Diagnosen:
  - Hauptdiagnose (ICD-10): J15.0 Pneumonie mit Klebsiella pneumonia
  - Nebendiagnose (ICD-10): J90 Pleuraerguss
- Prozedur (OPS): 8-144 Interkostale Drainage mit Katheter

G-DRG Kodierung als E62B Atemwegsinfektion mit Komplikation oder Komorbidität (CC) und einen Gesamtschweregrad (PCCL 3) ergibt 3091,40 Euro (Stand 2006 in Deutschland)
Pneumonie (Lungenentzündung) mit Erguss
- Diagnosen:
  - Hauptdiagnose: J15.0 Pneumonie mit Klebsiella pneumonia
  - Nebendiagnose: keine
- Prozedur (OPS): 8-144 Interkostale Drainage mit Katheter

G-DRG Kodierung als E62B Atemwegsinfektion ohne Komplikation oder Komorbidität (CC) und (PCCL 0) ergibt 2409,90 Euro (Stand 2006 in Deutschland).